# Gerardus Gul
Gerardus Gul (1847 – 1920) è stato un arcivescovo vetero-cattolico olandese.
La sua opera è stata particolarmente importante nello sviluppo del vetero-cattolicesimo polacco:
- il 21 novembre 1897 fu co-consacratore a Berna di Antoni Kozłowski della Chiesa polacco-cattolica di Chicago (consacratore principale fu Eduard Herzog della Chiesa cattolica cristiana svizzera, mentre l'altro co-consacratore fu il tedesco Theodor Weber)
- il 29 settembre 1907 a Utrecht fu il consacratore principale di Franciszek Hodur della Chiesa cattolica nazionale polacca, con l'assistenzą del vescovo di Haarlem Johannes Jacobus van Thiel, e del vescovo Nicholas Spit di Deventer.
- il 5 ottobre 1909 consacrò il mariavita Jan Maria Michał Kowalski.

Altra importante consacrazione episcopale presieduta da Gerardus Gul fu quella del 1908, che innalzò alla carica vescovile Arnold Harris Mathew, per la Chiesa vetero-cattolica di Gran Bretagna. Solo due anni dopo, Mathew lasciò polemicamente l'Unione di Utrecht, creando con il suo scisma la Chiesa vetero-romano-cattolica e consacrando nuovi vescovi che furono all'origine della Chiesa cattolica liberale e di molte altre realtà vetero-cattoliche tuttora esistenti.

## Genealogia episcopale
La genealogia episcopale è:
CHIESA CATTOLICA
- Cardinale Scipione Rebiba
- Cardinale Giulio Antonio Santori
- Cardinale Girolamo Bernerio, O.P.
- Arcivescovo Galeazzo Sanvitale
- Cardinale Ludovico Ludovisi
- Cardinale Luigi Caetani
- Vescovo Giovanni Battista Scanaroli
- Cardinale Antonio Barberini iuniore
- Arcivescovo Charles-Maurice le Tellier
- Vescovo Jacques Bénigne Bossuet
- Vescovo Jacques de Goyon de Matignon
- Vescovo Dominique Marie Varlet

CHIESA ROMANO-CATTOLICA OLANDESE DEL CLERO VETERO EPISCOPALE
- Arcivescovo Petrus Johannes Meindaerts
- Vescovo Johannes van Stiphout
- Arcivescovo Walter van Nieuwenhuisen
- Vescovo Adrian Jan Broekman
- Arcivescovo Jan van Rhijn
- Vescovo Gisbert van Jong
- Arcivescovo Willibrord van Os
- Vescovo Jan Bon
- Arcivescovo Johannes van Santen

CHIESA VETERO-CATTOLICA
- Arcivescovo Hermann Heykamp
- Vescovo Casparus Johannes van Rinkel
- Arcivescovo Gerardus Gul